# Fussballclub Münsingen
Il Fussballclub Münsingen è una società calcistica svizzera, con sede a Münsingen, nel Canton Berna.
Fondata nel 1928, milita nella Prima Lega Promotion, campionato di terza divisione.

## Palmarès

### Competizioni nazionali
- 1ª Lega: 1

2015-2016 (gruppo 2)

### Altri piazzamenti
- 1ª Lega:

Secondo posto: 2016-2017 (gruppo 2)
Terzo posto: 2017-2018 (gruppo 2)